# Rhamnidium hasslerianum
Rhamnidium hasslerianum là một loài thực vật có hoa trong họ Táo. Loài này được Robert Hippolyte Chodat miêu tả khoa học đầu tiên năm 1903.

## Phân bố
Loài này được tìm thấy tại Paraguay.